# Larissa Riquelme
Larissa Mabel Riquelme Frutos, znana jako Larissa Riquelme (ur. 22 lutego 1985) – paragwajska modelka i aktorka w teatrze miejskim w Asunción. W 2010 roku była najlepiej opłacaną modelką w Paragwaju.

## Życiorys
Znana w Paragwaju modelka i aktorka wzbudziła międzynarodowe zainteresowanie podczas Mistrzostwo Świata w piłce nożnej 2010. Kibicuje paragwajskiej drużyny narodowej i klubowi Cerro Porteño; zagraniczne media obiegły jej zdjęcia, kiedy cieszyła się z bramki w meczu Paragwaj-Słowacja, mając telefon Nokia między piersiami, będąc ubrana w koszulkę w barwach narodowych Paragwaju (był to element reklamy sieci telefonów komórkowych). Riquelme jest też twarzą Axe w Paragwaju; podczas ostatniego meczu Paragwaju na Mistrzostwach Świata była widziana z napisem "Axe" na piersi, co także było elementem kampanii reklamowej.
Po tym, jak stała się jedną z najczęściej wyszukiwanych osób w internecie, została okrzyknięta "Dziewczyną Mistrzostw Świata" przez Marcę, największą hiszpańską gazetę sportową. Jest też nazywana najsłynniejszym kibicem na Mistrzostwach Świata.
Po tym, jak argentyński trener Diego Maradona obiecał, że przebiegnie nago przez Buenos Aires, jeżeli Argentyna wygra Mistrzostwa Świata w 2010, Riquelme obiecała, że będzie biec nago (wymalowana farbami w paragwajskich barwach narodowych) przez Asunción, jeżeli Paragwaj wygra Mundial albo dojdzie do półfinału, pokonując wcześniej Hiszpanię. Paragwaj ostatecznie przegrał mecz z Hiszpanią, lecz Riquelme ogłosiła, że i tak spełni swoją obietnicę. We wrześniu 2010 pojawiła się na okładce magazynu Playboy Brazil.
W 2011 Riquelme wystąpiła z podobną propozycją, że będzie pozować nago na boisku piłkarskim, jeżeli Paragwaj wygra Copa America. Drużyna przegrała w finale z Urugwajem 0:3.
Wystąpiła w Bailando por un Sueño, argentyńskiej wersji Dancing with the Stars.